# André-Joseph Allar
Pour les articles homonymes, voir Allar (homonymie).
André Allar né le 22 août 1845 à Toulon et mort dans la même ville le 11 avril 1926 est un sculpteur français.

## Biographie
André Allar est le fils de Benoît David César Allar, ouvrier de l’arsenal de Toulon, et d’une couturière, Hélène Talon. Le père d'André Allar avait hérité du château du Castellet et l’avait offert à la commune. Son frère aîné, le futur architecte Gaudensi Allar, travaille d’abord à l’arsenal puis s’embauche en 1855 comme mousse sur un navire. De retour, Gaudensi est employé dans une imprimerie où il fera admettre son frère André comme apprenti en 1857. André Allar sculpte des vieux plombs de l’imprimerie. Ses dispositions pour la gravure et la sculpture sont vite remarquées, et il est embauché dans une entreprise de sculpture à Toulon. Sa mère le confie à son frère, M. Talon, qui travaille à la nouvelle cathédrale Sainte-Marie-Majeure de Marseille.
André Allar et son frère Gaudensi sont admis à l’École des Beaux-Arts de Marseille. Gaudensi travaille avec Henri-Jacques Espérandieu et décide d’envoyer son frère André à Paris pour se perfectionner dans la sculpture. André Allar sera élève à l'École des beaux-arts de Paris dans les ateliers d'Eugène Guillaume, d'Antoine Laurent Dantan et de Jules Cavelier. Il obtient le grand prix de Rome en sculpture de 1869. Il visite la Toscane, l’Ombrie, Florence et Anzio.
Travailleur acharné, son talent est apprécié, et de grands collectionneurs et amateurs d’art font appel à lui. Par décret du 28 février 1896 André Allar est promu officier dans l'ordre national de la Légion d'honneur. Il est élu membre de l’Académie des beaux-arts, section sculpture, au fauteuil de Eugène Guillaume, le 20 mai 1905. Le 7 novembre 1911 il est reçu membre correspondant à l'académie de Marseille.
Il meurt à Toulon le 11 avril 1926 en tombant accidentellement d’un échafaudage, et est inhumé au cimetière central.

## Distinctions
- Officier de la Légion d'honneur.

## Hommage
La Ville de Marseille a donné son nom à une rue du 15e arrondissement de la ville.

## Œuvres dans les collections publiques
France
- Bordeaux, musée d'Aquitaine, façade : La Ville de Bordeaux, 1884, bas-relief.
- Domrémy-la-Pucelle, parvis de la basilique du Bois-Chenu : Jeanne et ses voix, 1894.
- Guise : Monument aux Morts, 1923, statue de la Ville de Guise protégeant ses enfants.
- La Seyne-sur-Mer, église Notre-Dame-du-Bon-Voyage : Saint Paul, statue en bois.
- Lisieux, jardin public de l’hôtel de ville : La Mort d’Alceste, 1881, inspirée par la mort de sa femme[5].
- Marseille :
  - façade de la cathédrale Sainte-Marie-Majeure : Sainte Madeleine[6].
  - musée des Beaux-Arts : Hécube découvrant le cadavre de Polydore[7].
  - galerie du palais Longchamp : Buste de Franz Mayor de Montricher.
  - place Castellane : Fontaine Cantini, 1911, en collaboration avec Jules Cantini[8].
  - place Estrangin-Pastré : Fontaine Estrangin, 1890, représentant Mercure enfant et une sirène tenant une corne d’abondance, allégories de la Richesse du Commerce.
- Nice, jardin Albert-Ier : Monument du Centenaire, 1896, commémorant le premier rattachement de Nice à la France. La statue sommitale en bronze représente une Victoire ailée prêtant serment de fidélité à la France, et le groupe en marbre figure une allégorie de Nice se donnant à la France.
- Paris :
  - caserne des Célestins, boulevard Henri IV :
    - bas-reliefs sur la façade, 1891 ;
    - Marianne, monument aux morts de la caserne des Célestins, 1924[9].

  - chapelle de la Sorbonne, façade nord : L'Éloquence, statue[10].
  - Collège de France : La Musique et L'Astronomie, 1890.
  - École nationale supérieure des beaux-arts : Alexandre le Grand buvant tandis que son médecin Philippe lit la lettre de Parménion, bas-relief[11].
  - Grand Palais, façade : bas-relief.
  - hôtel de ville de Paris, façade : Jean Bullant et de Jean Goujon, statues en pierre.
  - hôtel Sédille, salon des Muses : bas-reliefs.
  - jardin du Luxembourg : Monument à Frédéric Le Play, 1906, statue en bronze.
  - musée d’Orsay : Enfant des Abruzzes, bronze[12].
  - Muséum national d'histoire naturelle, fronton de la galerie de Paléontologie et d'Anatomie comparée : La Paléontologie, 1898, haut-relief en pierre.
  - théâtre national de l'Opéra-Comique : Cariatides.
- Sèvres, pavillon de la  Manufacture de Sèvres : Cheminée.
- Toulon, musée d'Art de Toulon :
  - Gaudensi Allar, buste en marbre ;
  - Quatre cariatides dans les loggias aménagées au-dessus des entrées respectives du musée et de la bibliothèque :
    - côté bibliothèque : La Poésie couronnée de lauriers et tenant une lyre, et L'Histoire portant une tablette et un stylet ;
    - côté musée : La Peinture avec pinceau et palette, et La Sculpture munie d'une statuette et d'un ciseau
- Toulon, place de la Liberté : Fontaine de la Fédération.
- Veules-les-Roses, place Mélingue : Monument à Victor Hugo, œuvre d'André-Joseph Allar, Louis-Ernest Barrias et Denys Puech.

Mexique
- Mexico, Palais national : fronton, 1921.

Œuvres d'André-Joseph Allar
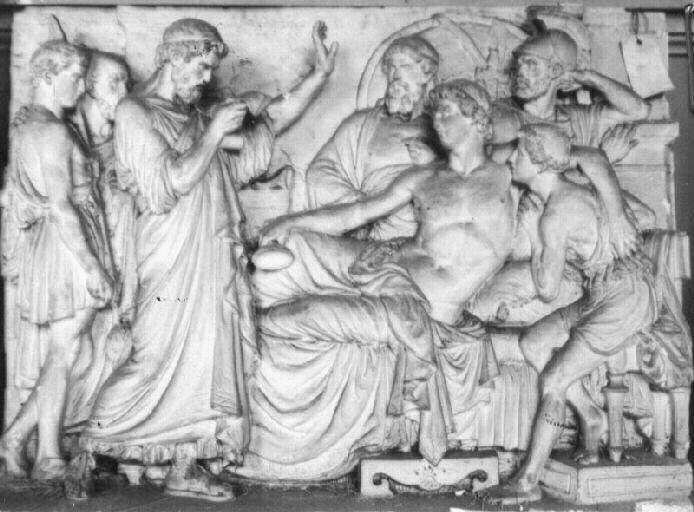
Alexandre buvant, tandis que son médecin Philippe lit la lettre de Parménion (1869), Paris, École nationale supérieure des beaux-arts.
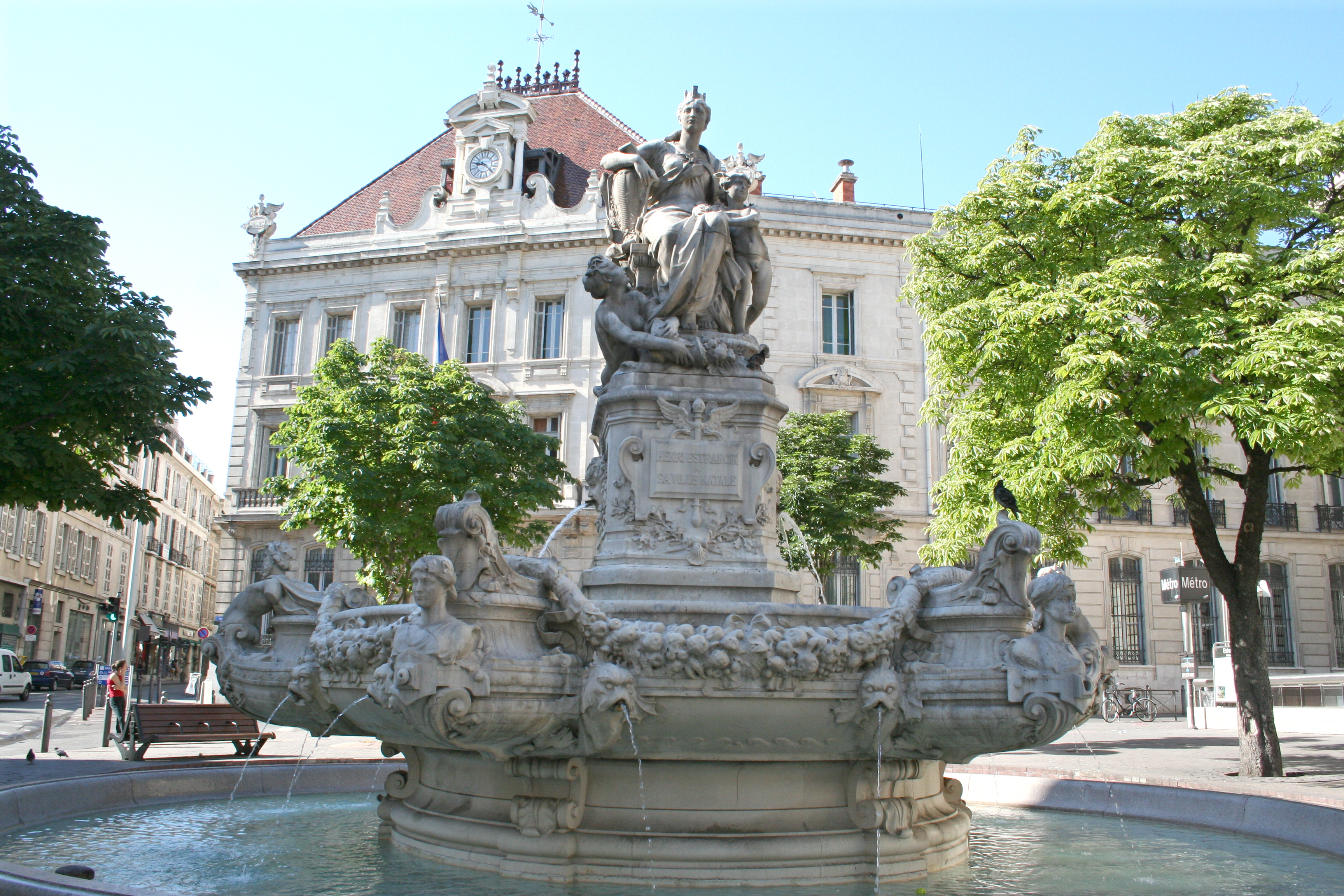
Fontaine Estrangin (1890), Marseille, place Estrangin-Pastré.
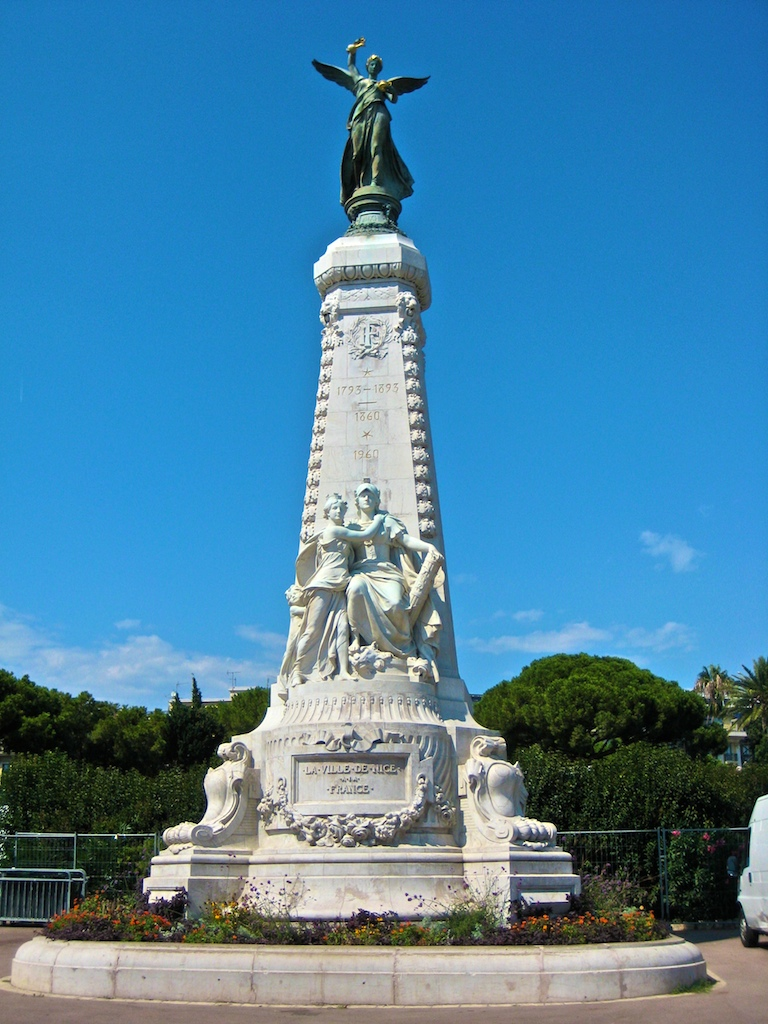
Monument du Centenaire (1896), Nice.
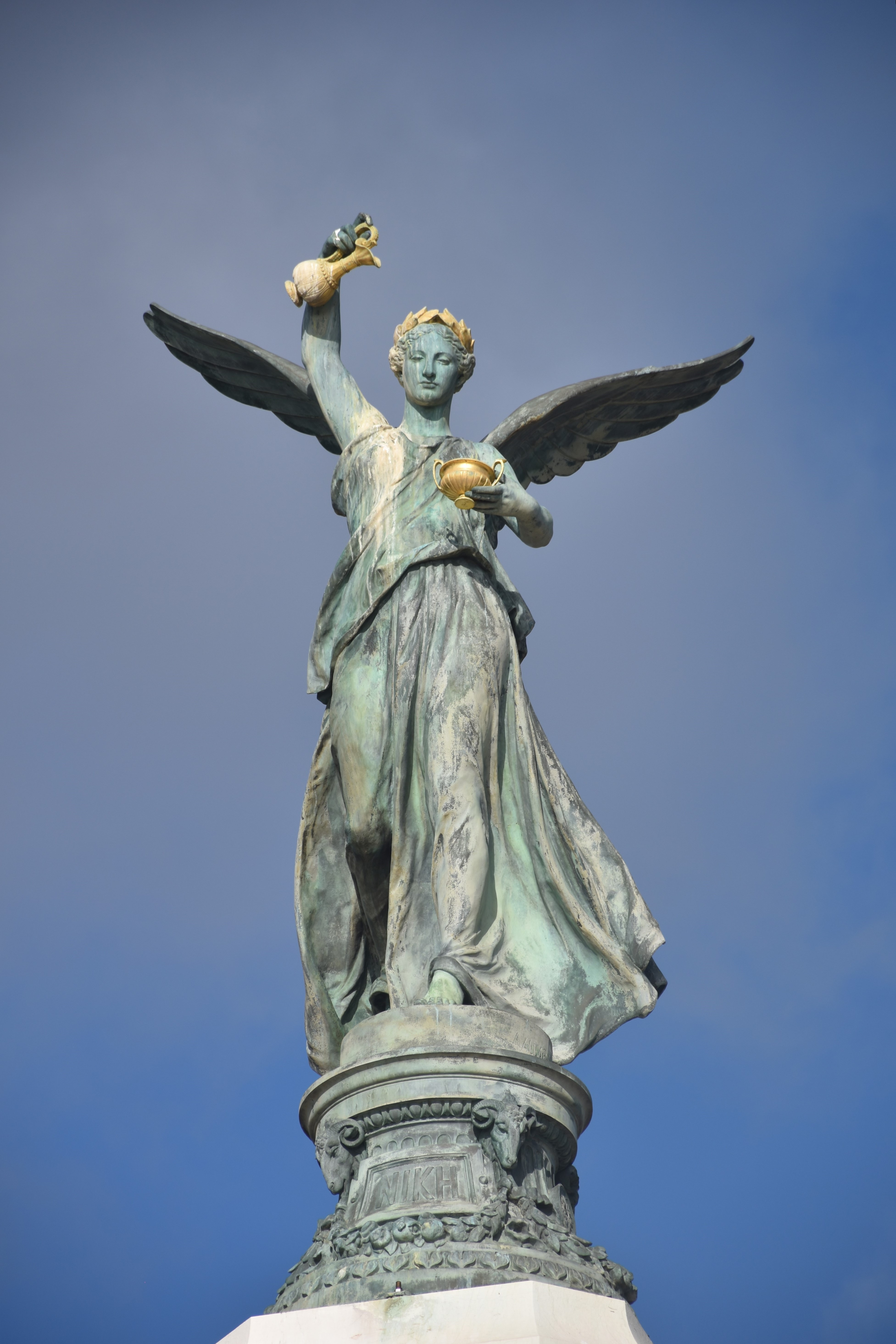
NIKH (1896), Monument du centenaire de la réunion de Nice à la France, Nice, Promenade des Anglais
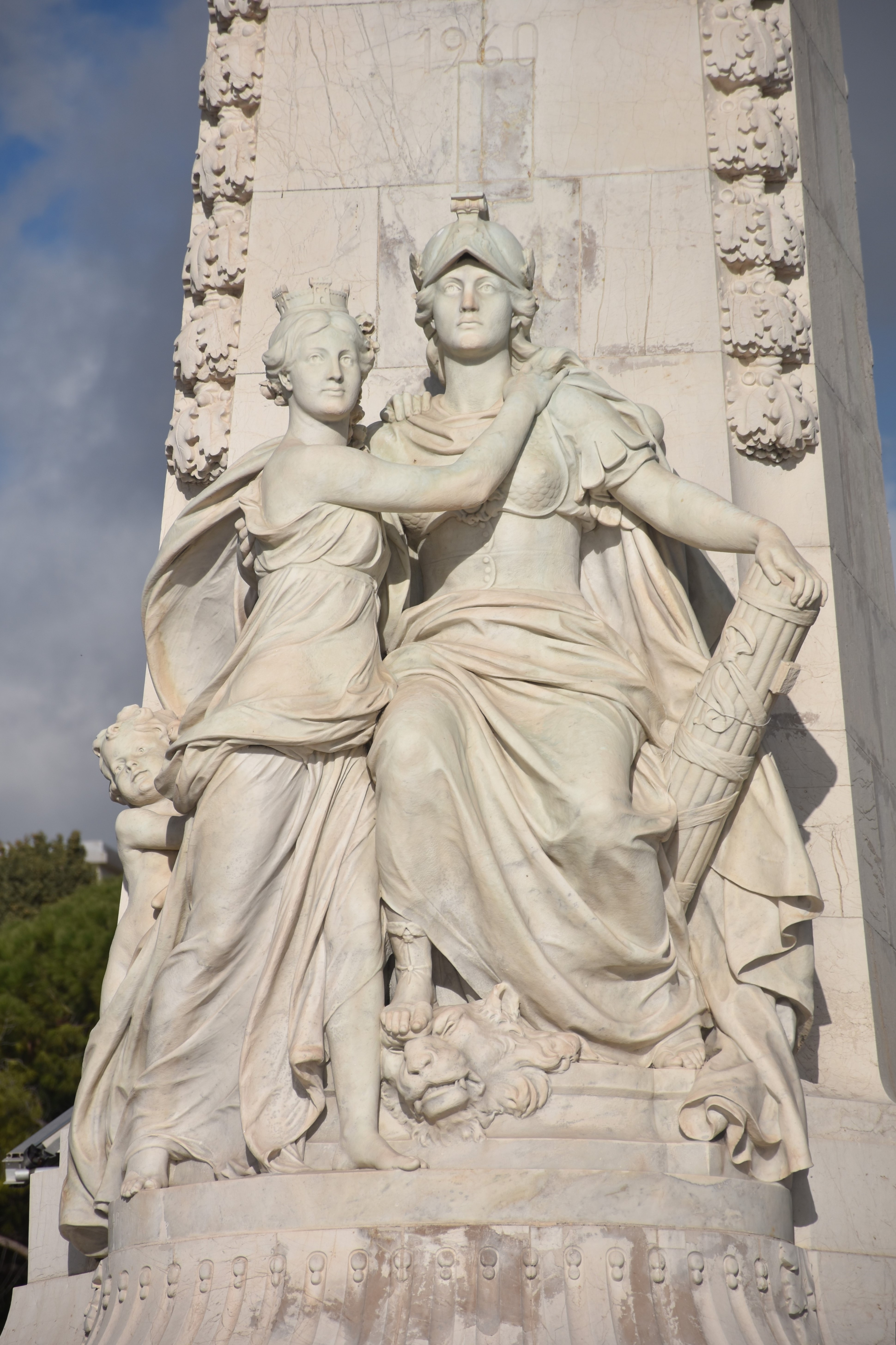
La Ville de Nice à la France (1896), Monument du centenaire de la réunion de Nice à la France. Nice, Promenade des Anglais
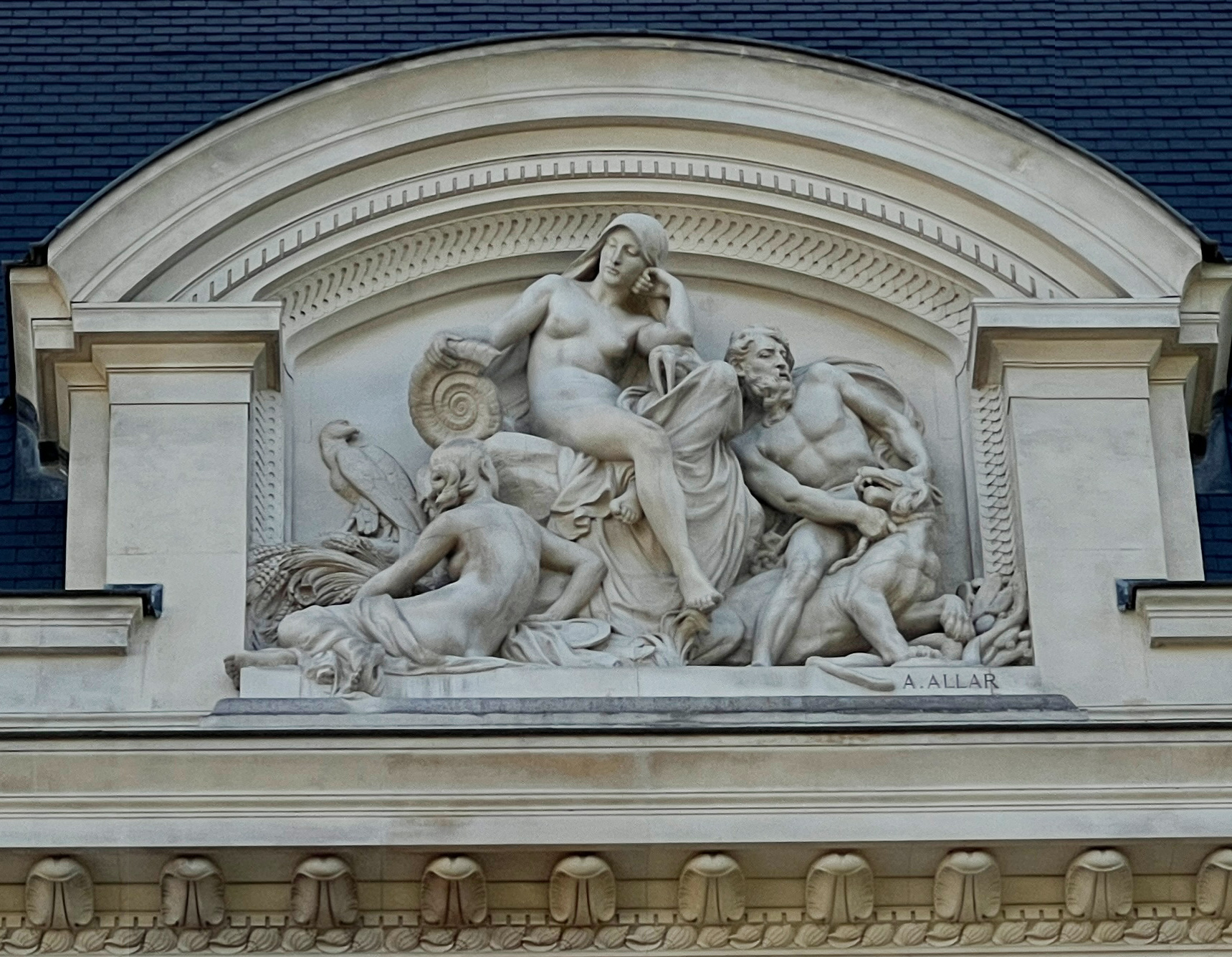
La Paléontologie (1898), Paris, galerie de Paléontologie et d'Anatomie comparée.
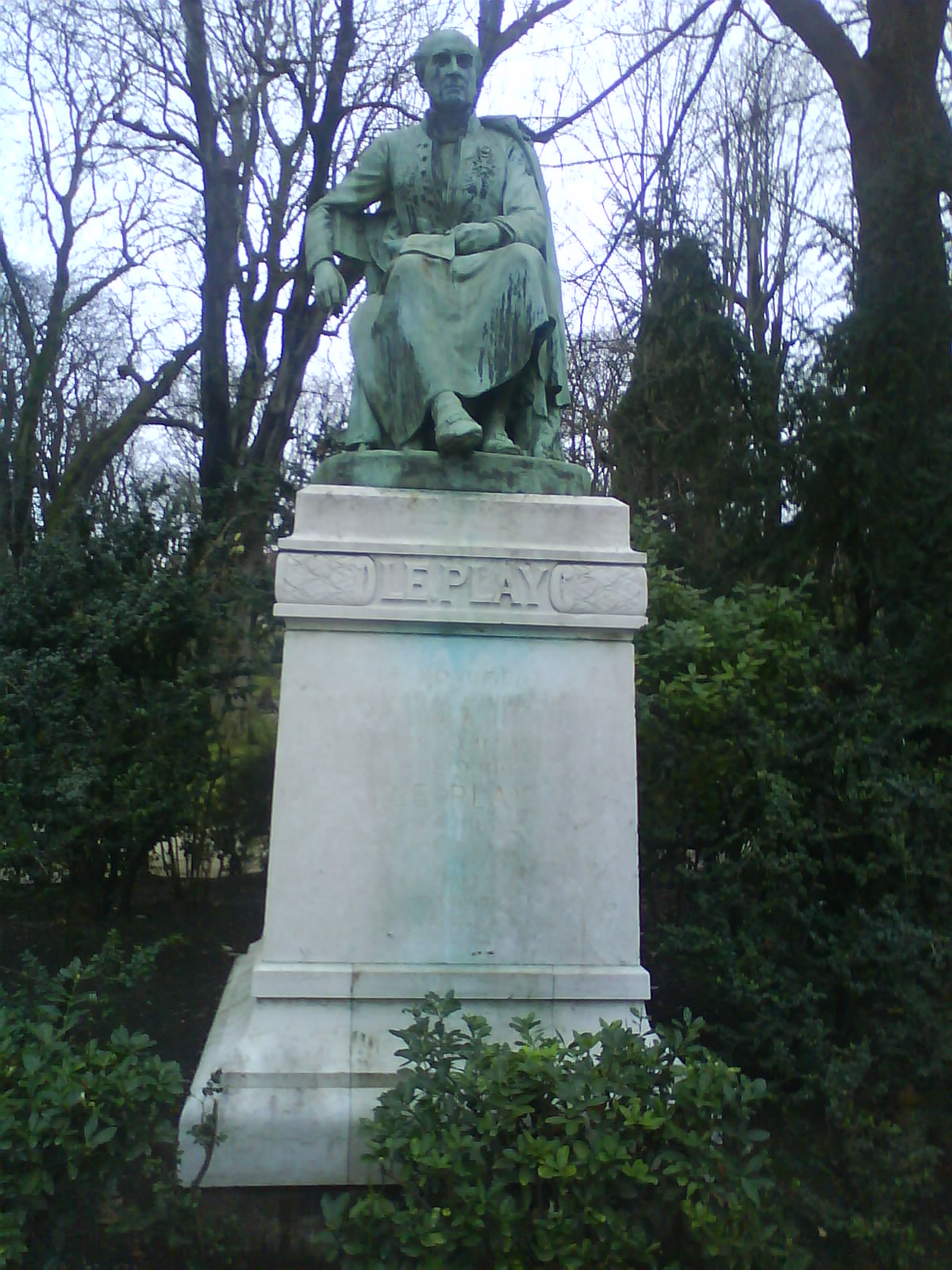
Monument à Frédéric le Play (1906), Paris, jardin du Luxembourg.
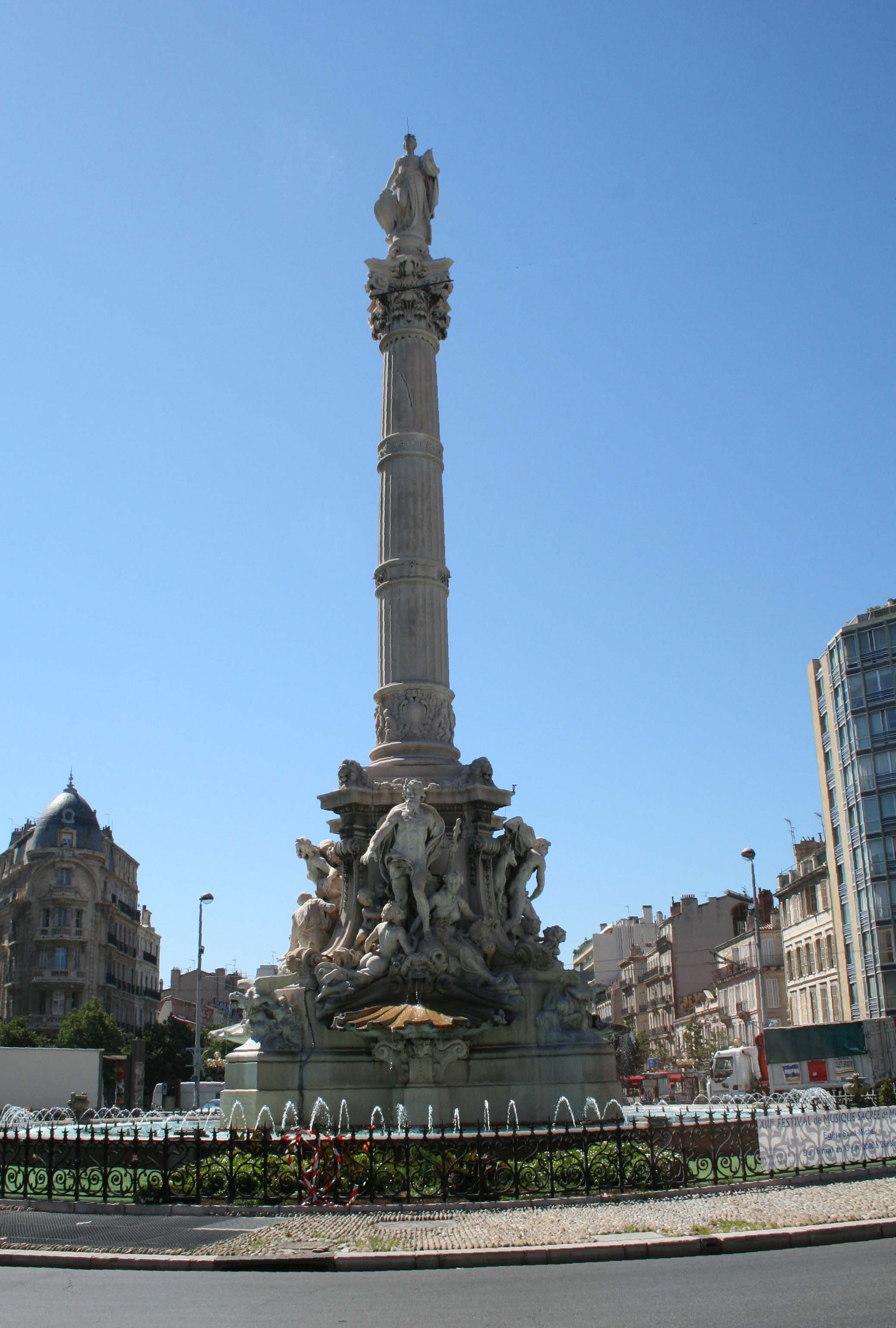
Fontaine Cantini (1911), Marseille, place Castellane.
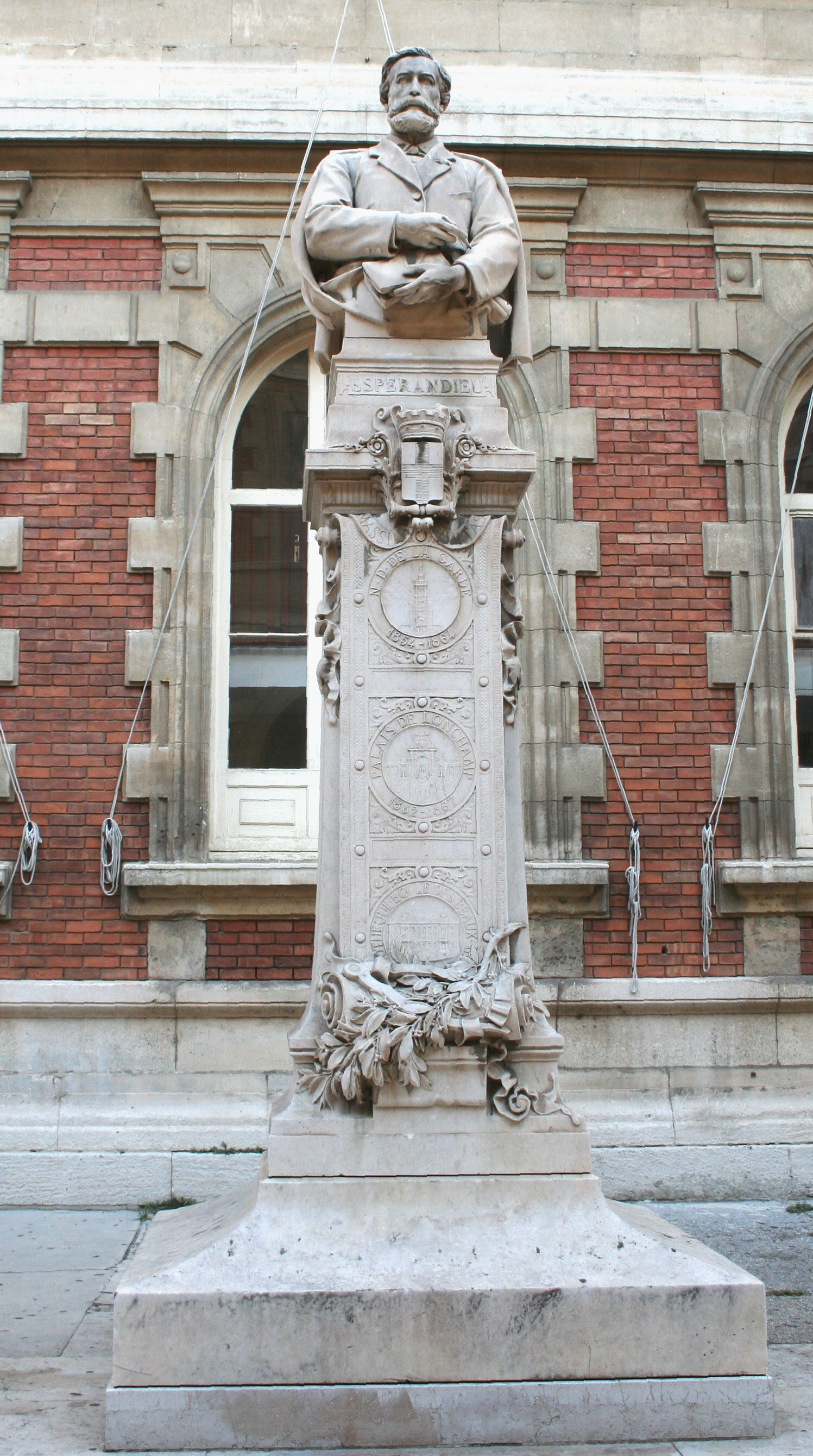
Monument à Henri-Jacques Espérandieu, Marseille, Palais des Arts.
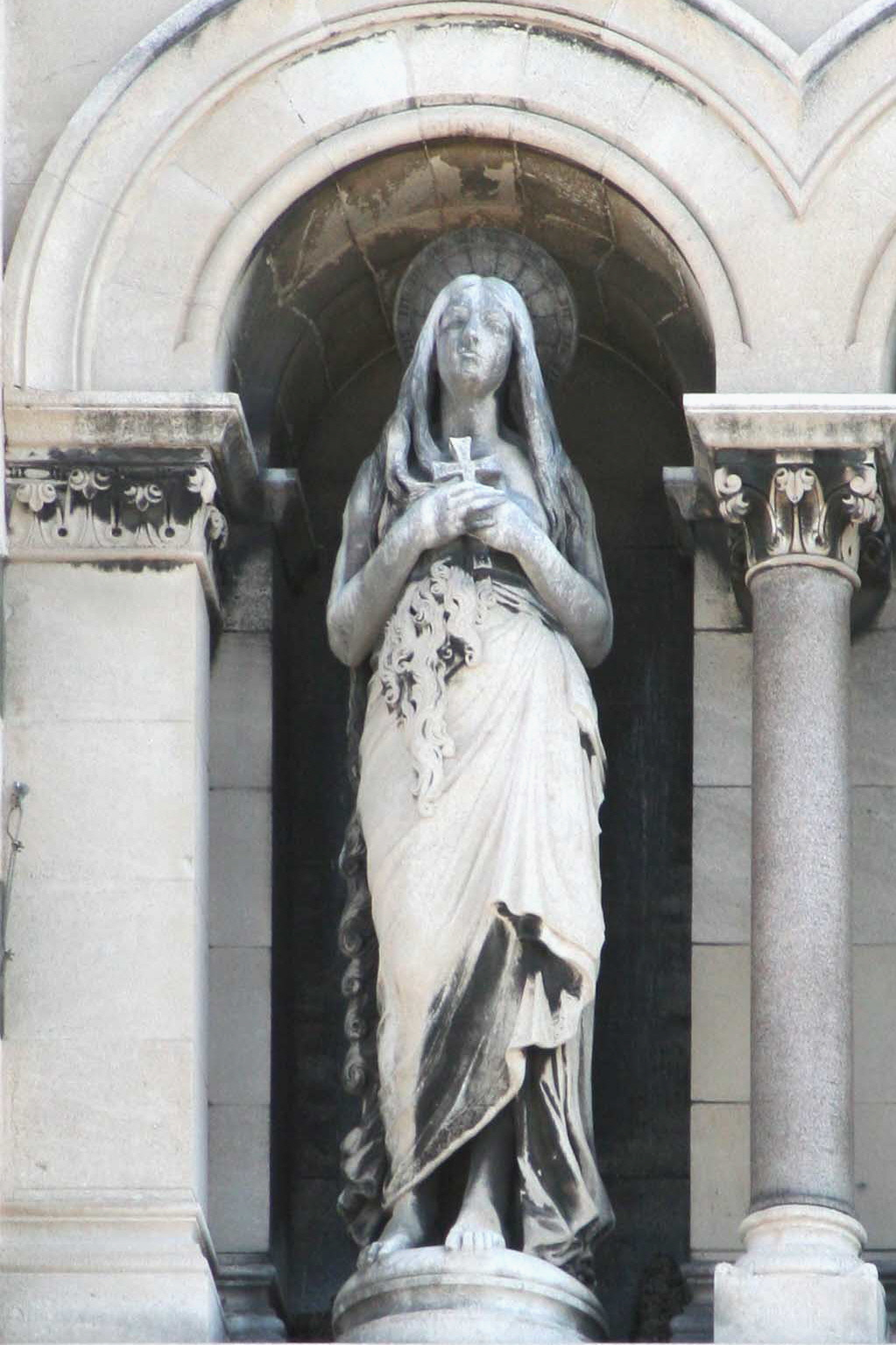
Sainte Marie Madeleine, Marseille, cathédrale Sainte-Marie-Majeure.
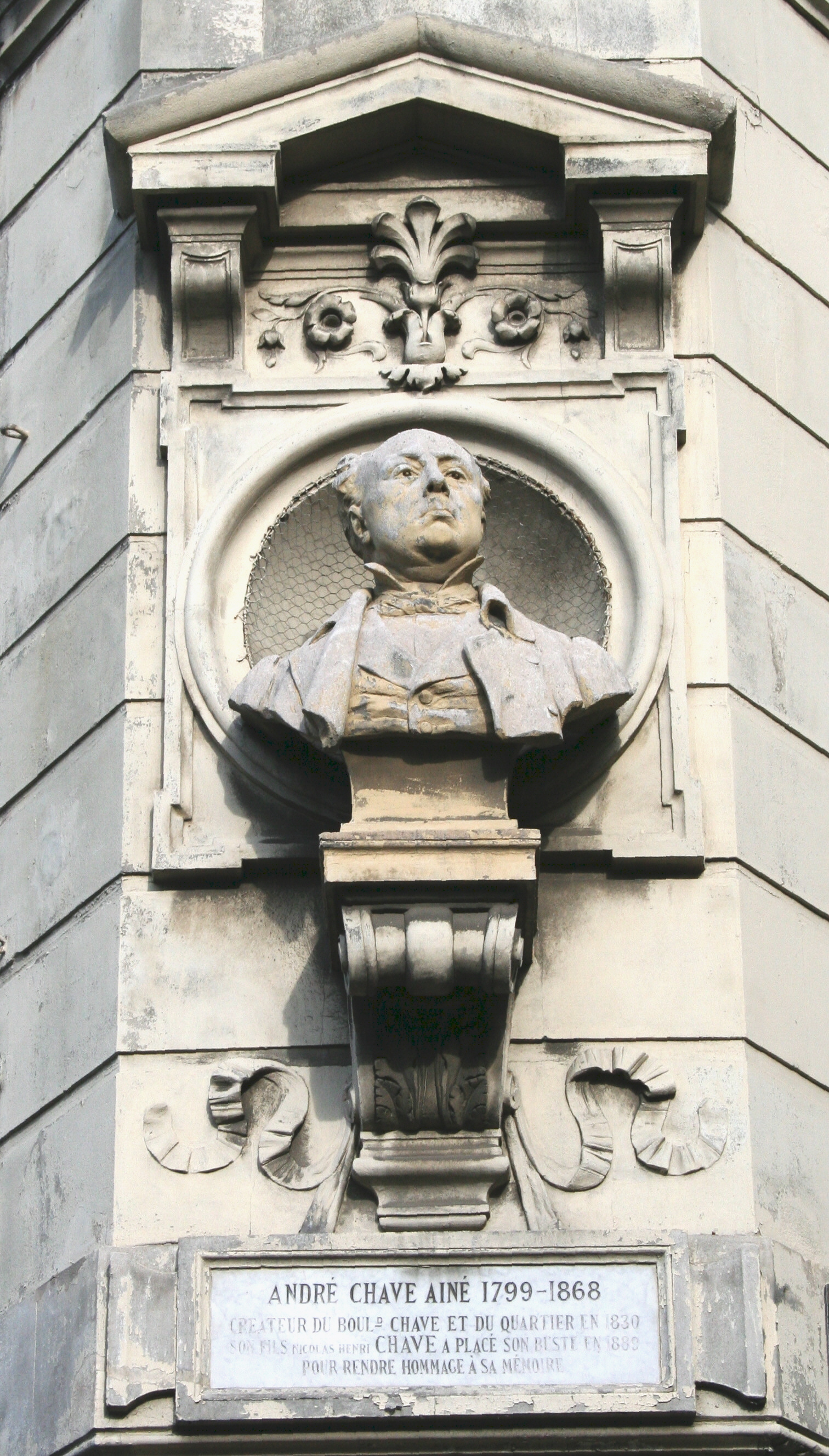
Buste d'André Chave, Marseille, angle de la place Jean-Jaurès et du boulevard Chave.
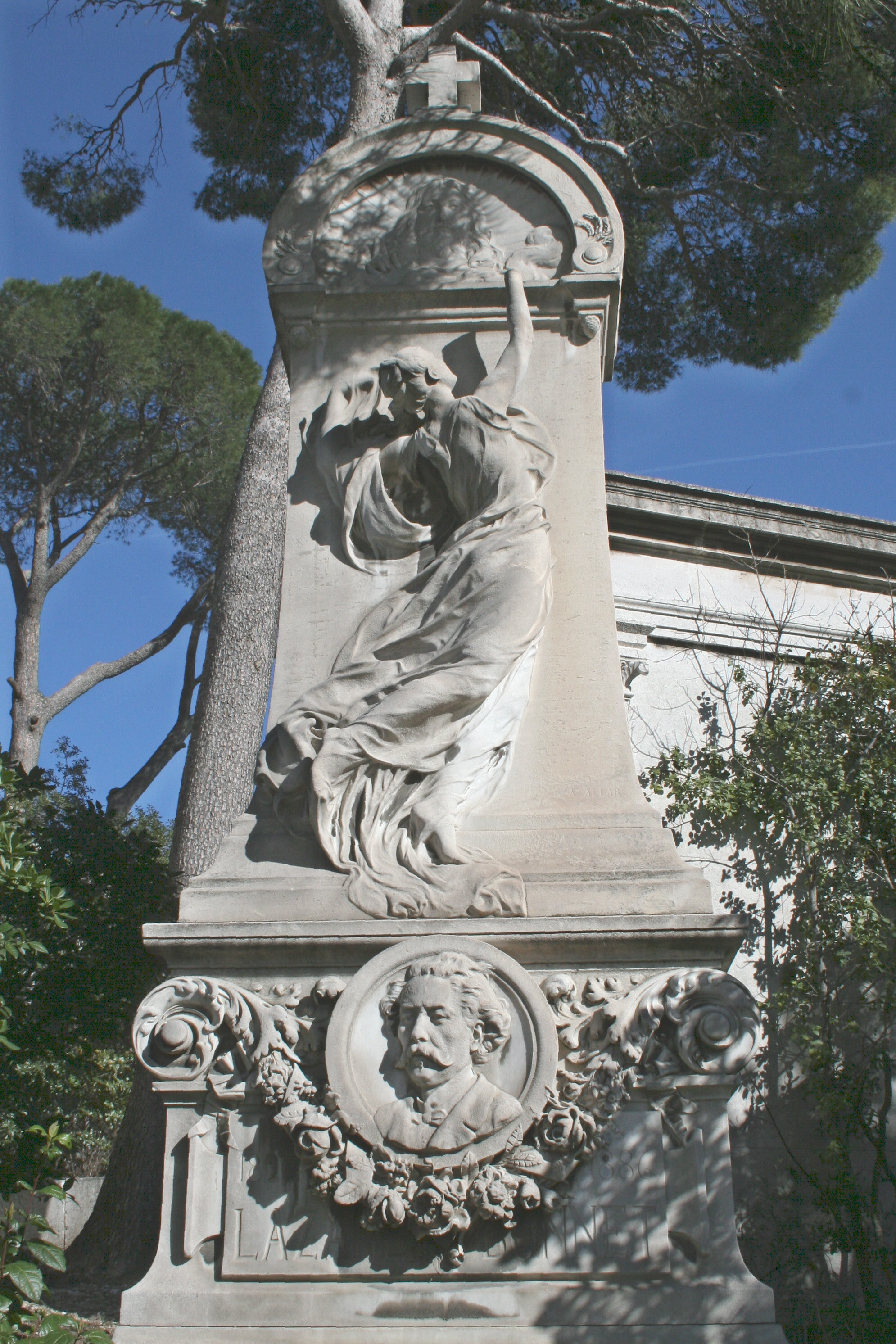
Le Retour de l'âme à Dieu, Marseille, cimetière Saint-Pierre.
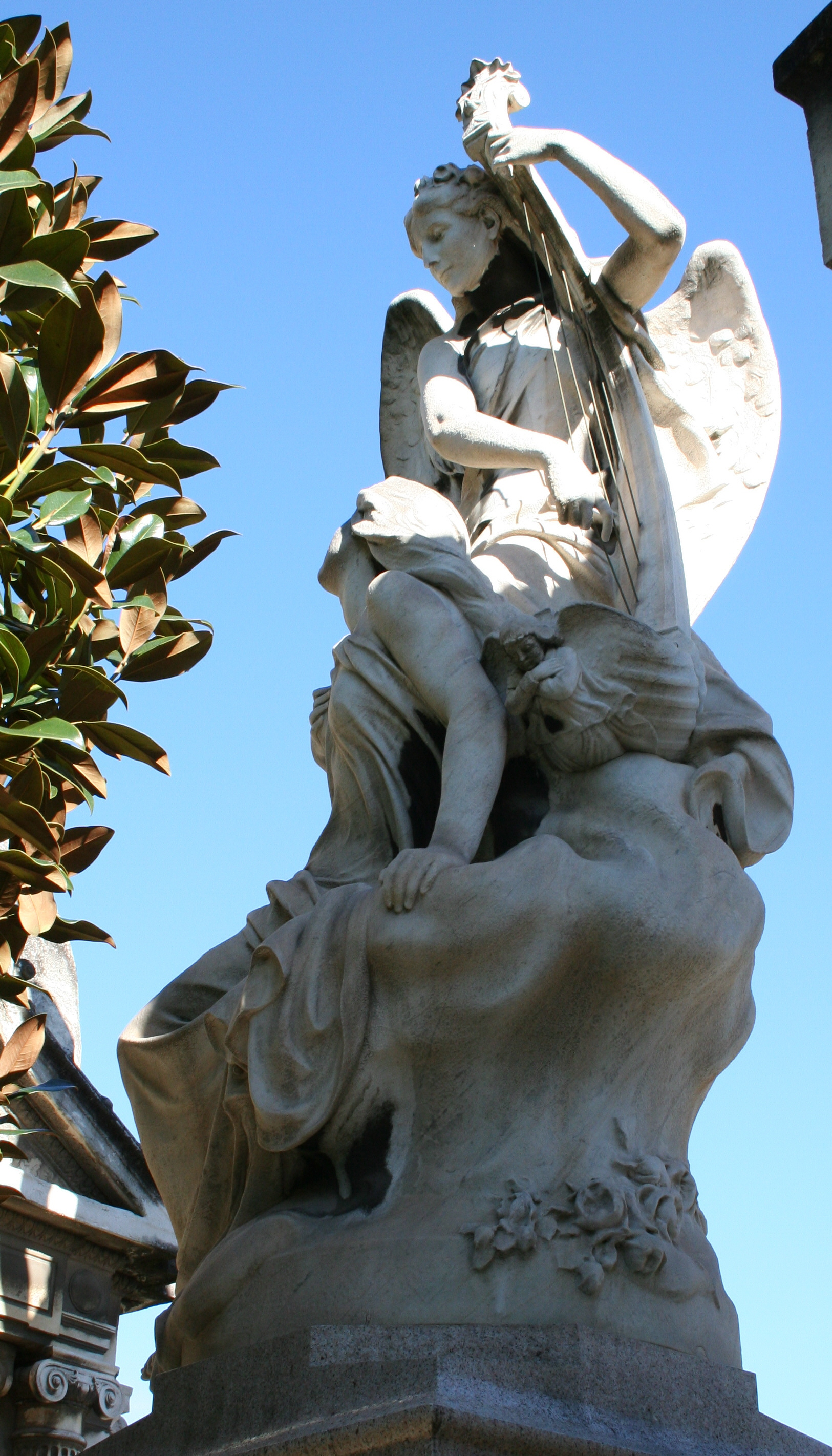
Ange musicien, Marseille, cimetière Saint-Pierre.
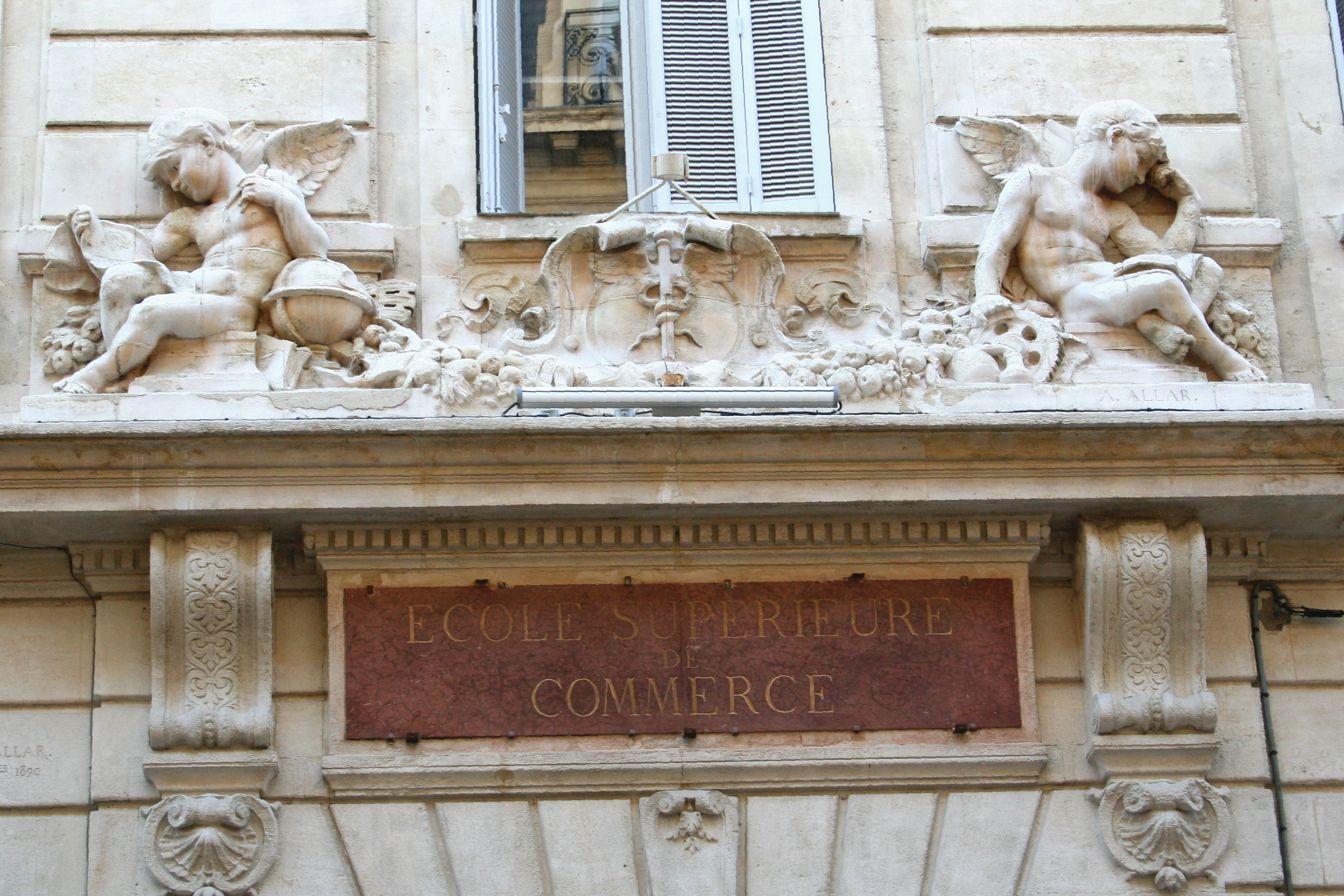
Fronton de l'École supérieure de commerce de Marseille, no 148 rue Paradis.
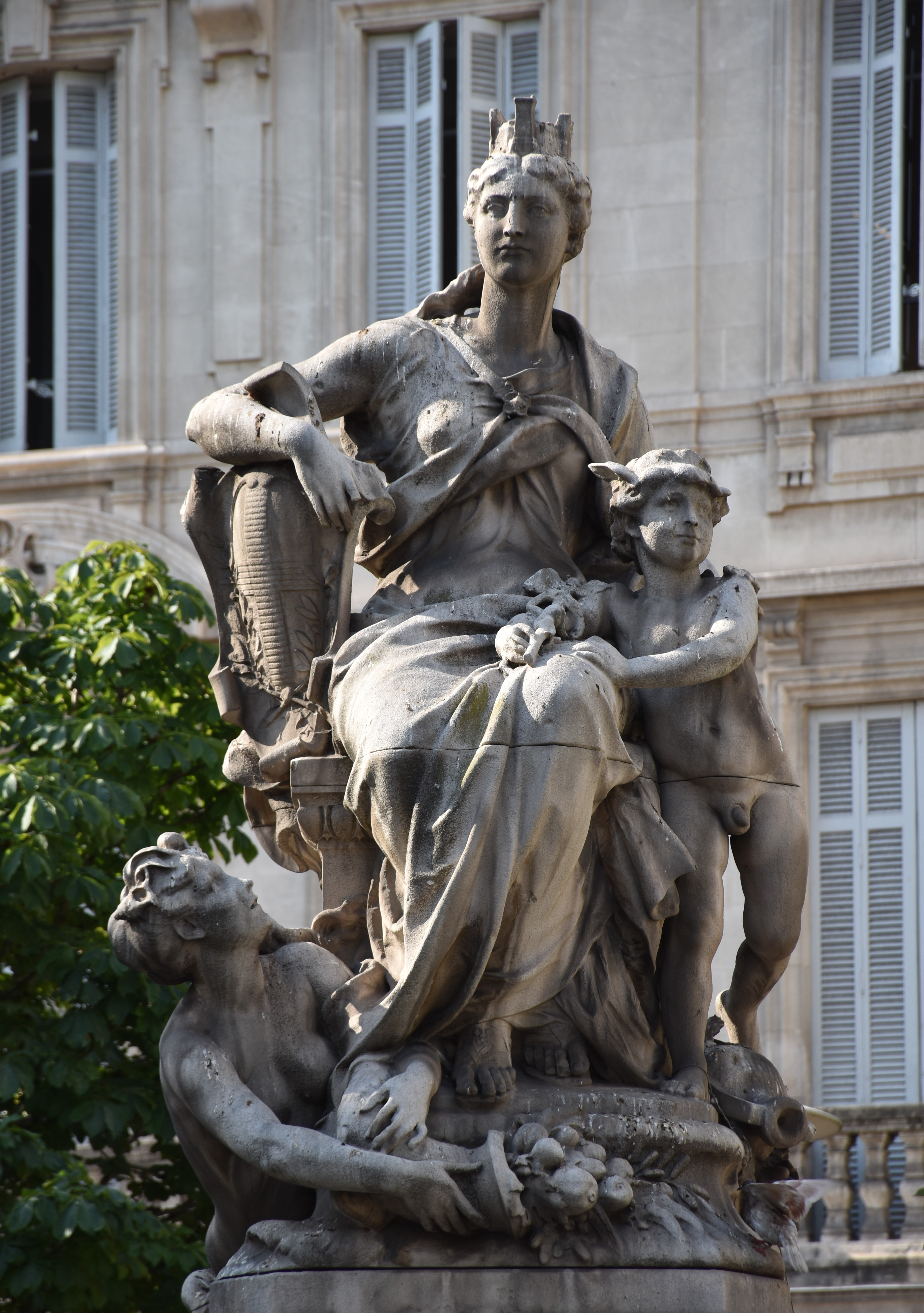
Figure allégorique de Marseille avec Mercure enfant et l’Abondance, fontaine Estrangin (1890), Marseille, place Estrangin-Pastré.
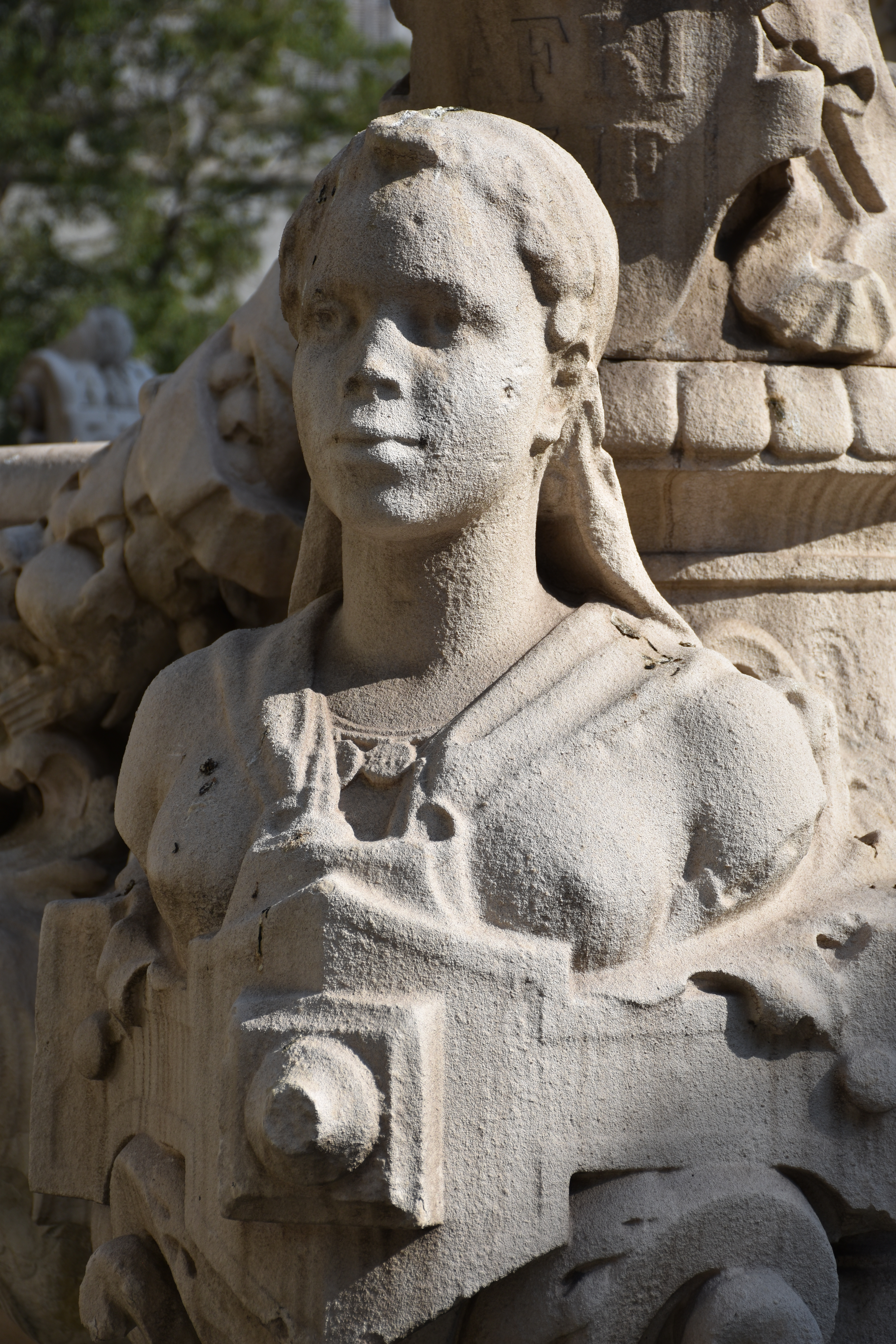
Buste de l’Afrique, fontaine Estrangin (1890), Marseille, place Estrangin-Pastré.
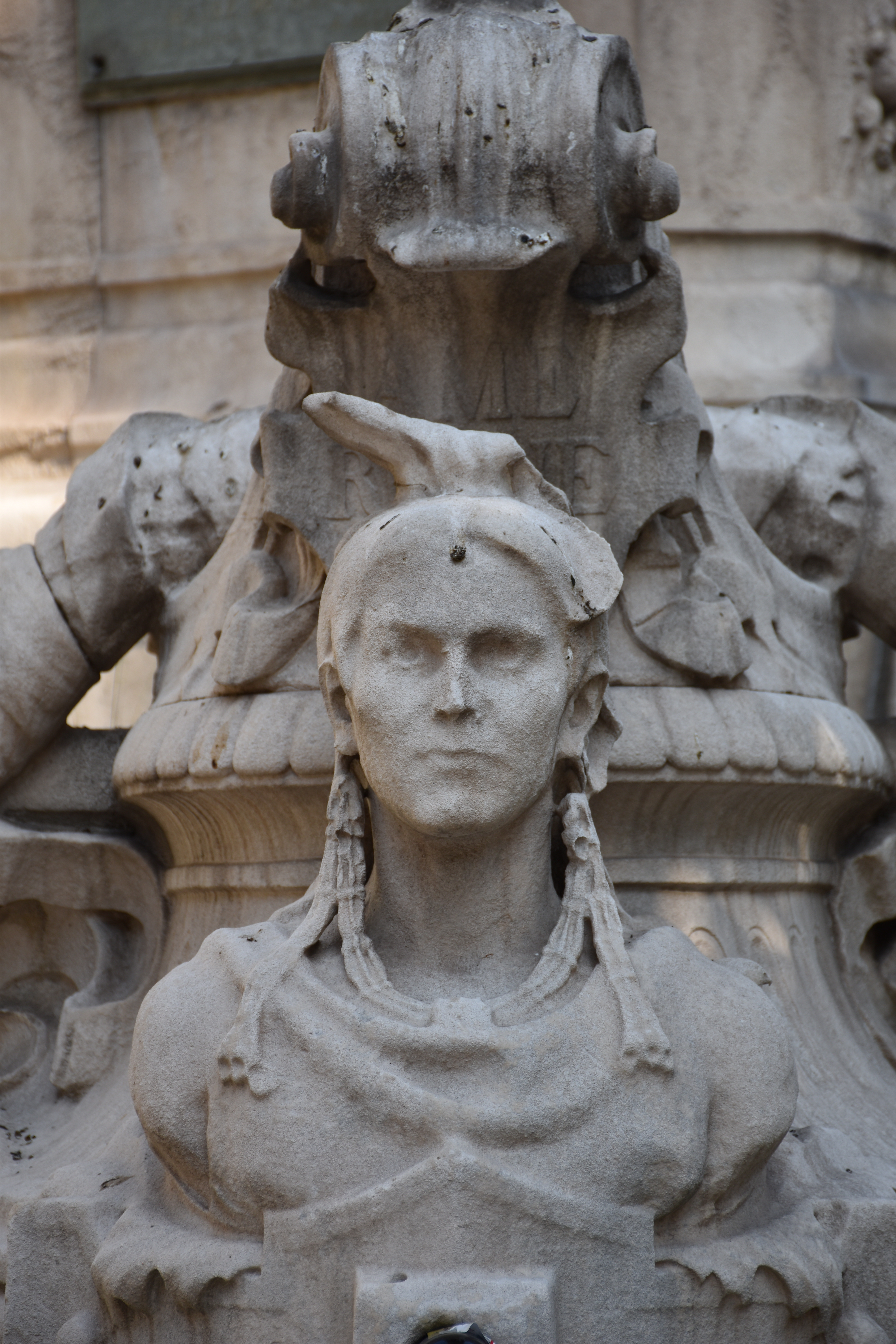
Buste de l’Amérique, fontaine Estrangin (1890), Marseille, place Estrangin-Pastré.
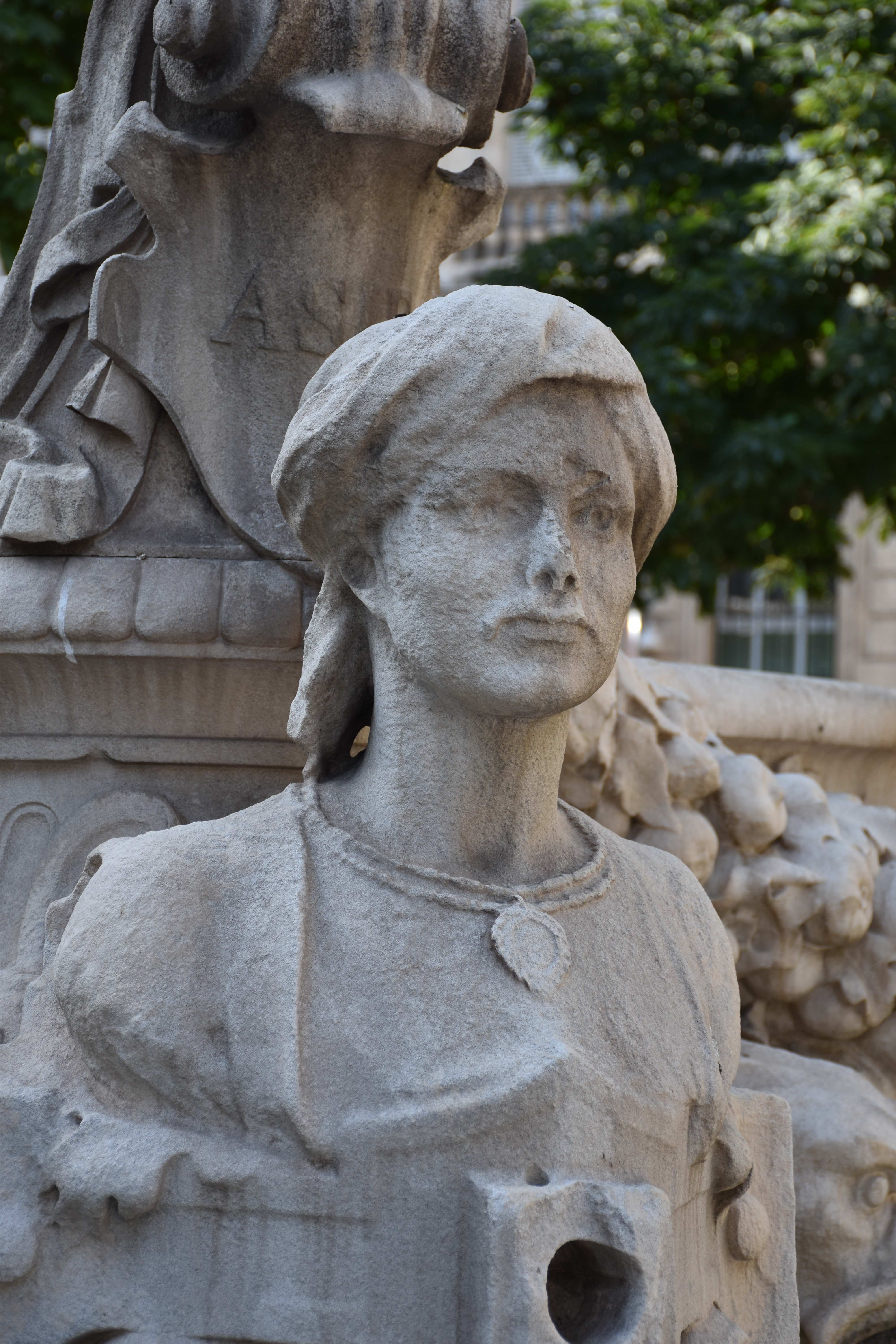
Buste de l’Asie, fontaine Estrangin (1890), Marseille, place Estrangin-Pastré.
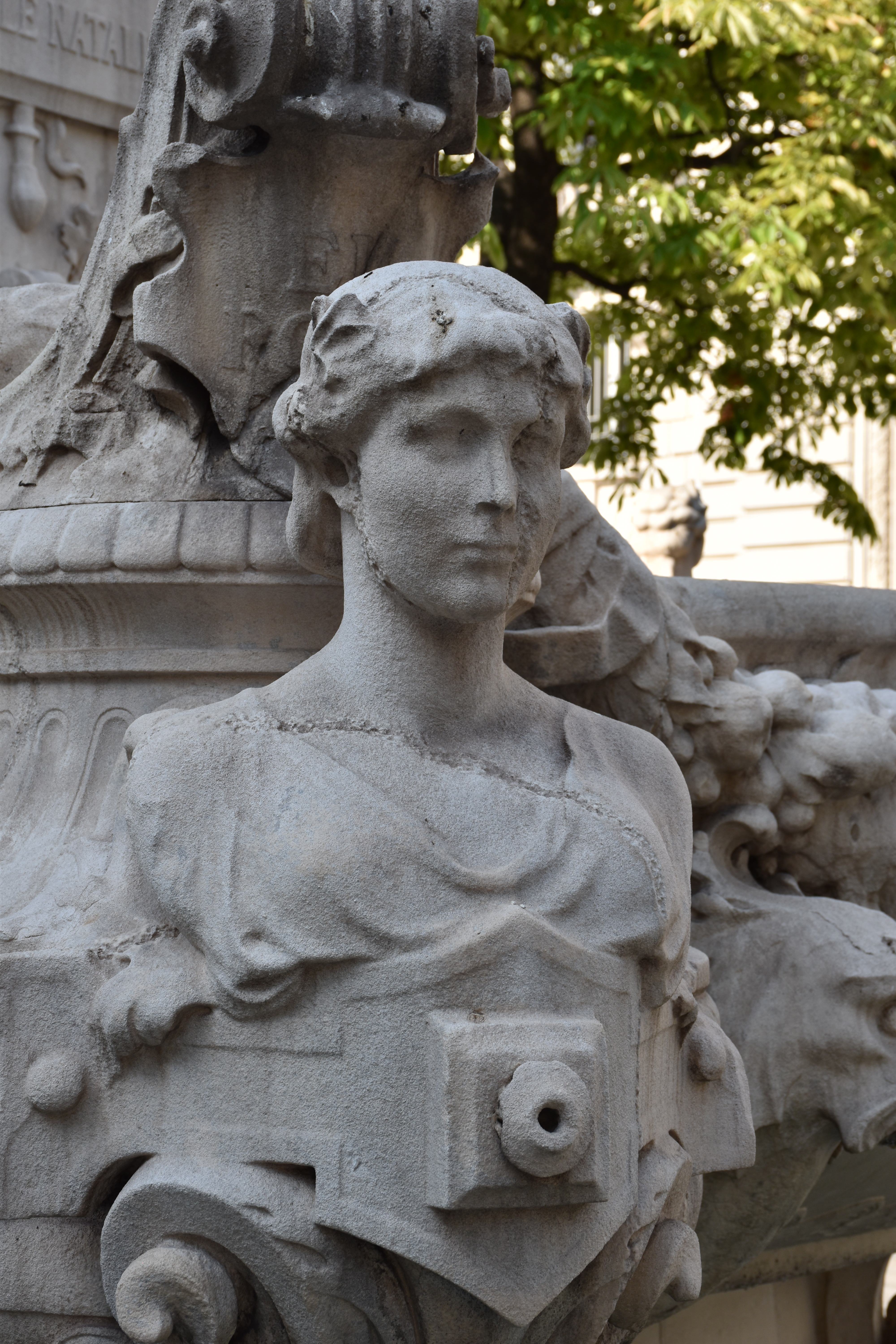
Buste de l’Europe, fontaine Estrangin, Marseille, place Estrangin-Pastré.
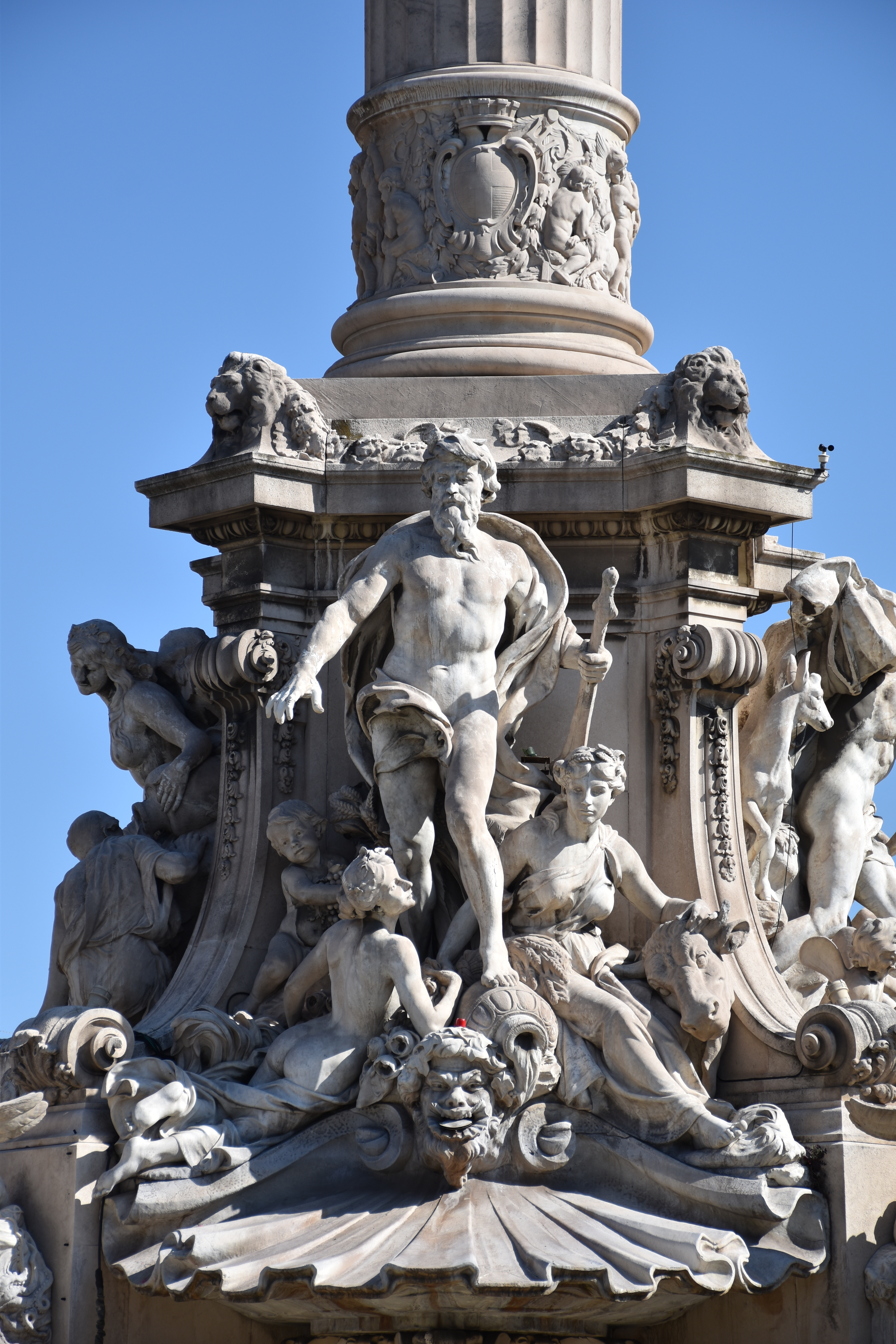
Le Rhône, fontaine Cantini (1911), Marseille, place Castellane.
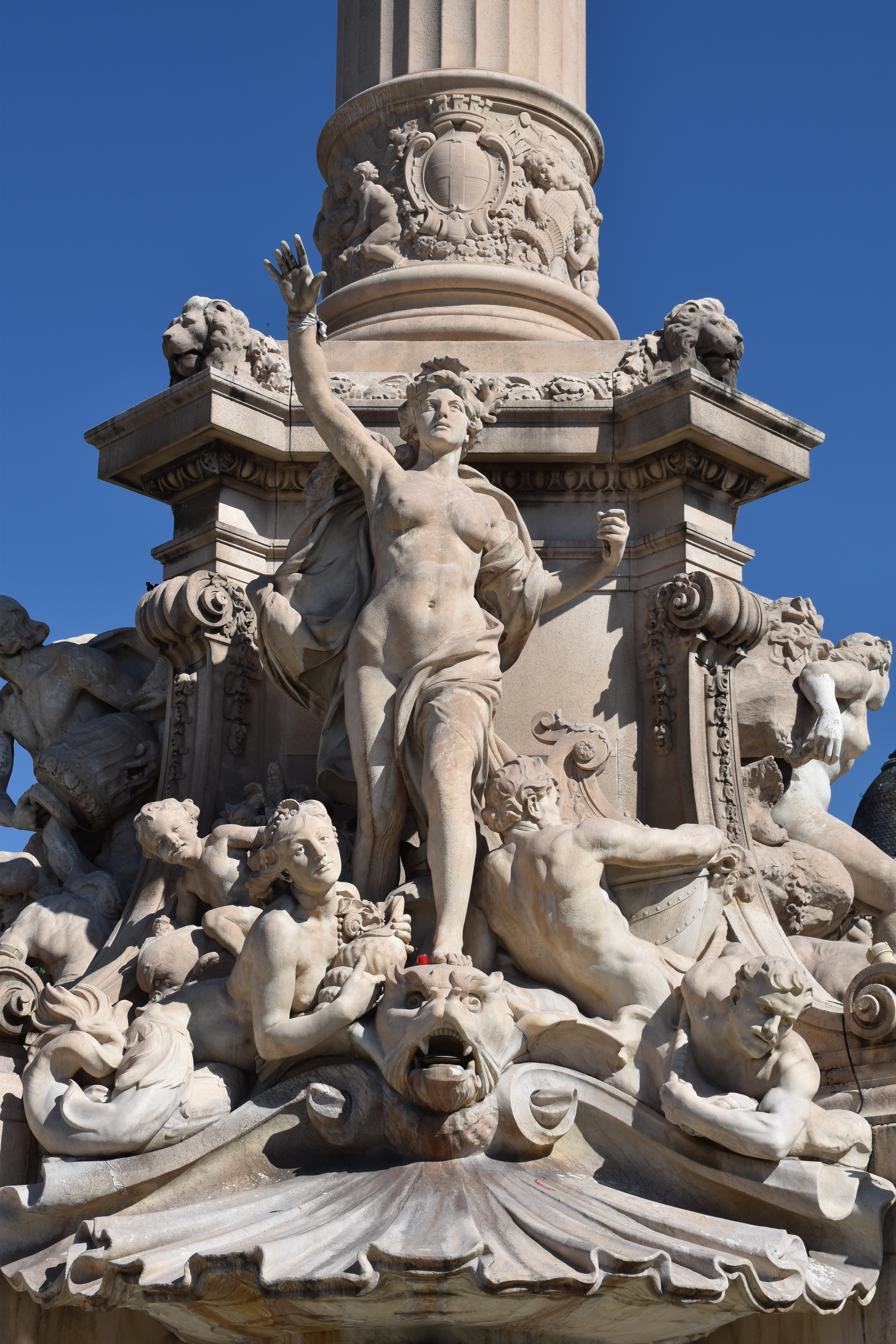
La Mer - Amphitrite, fontaine Cantini (1911), Marseille, place Castellane.
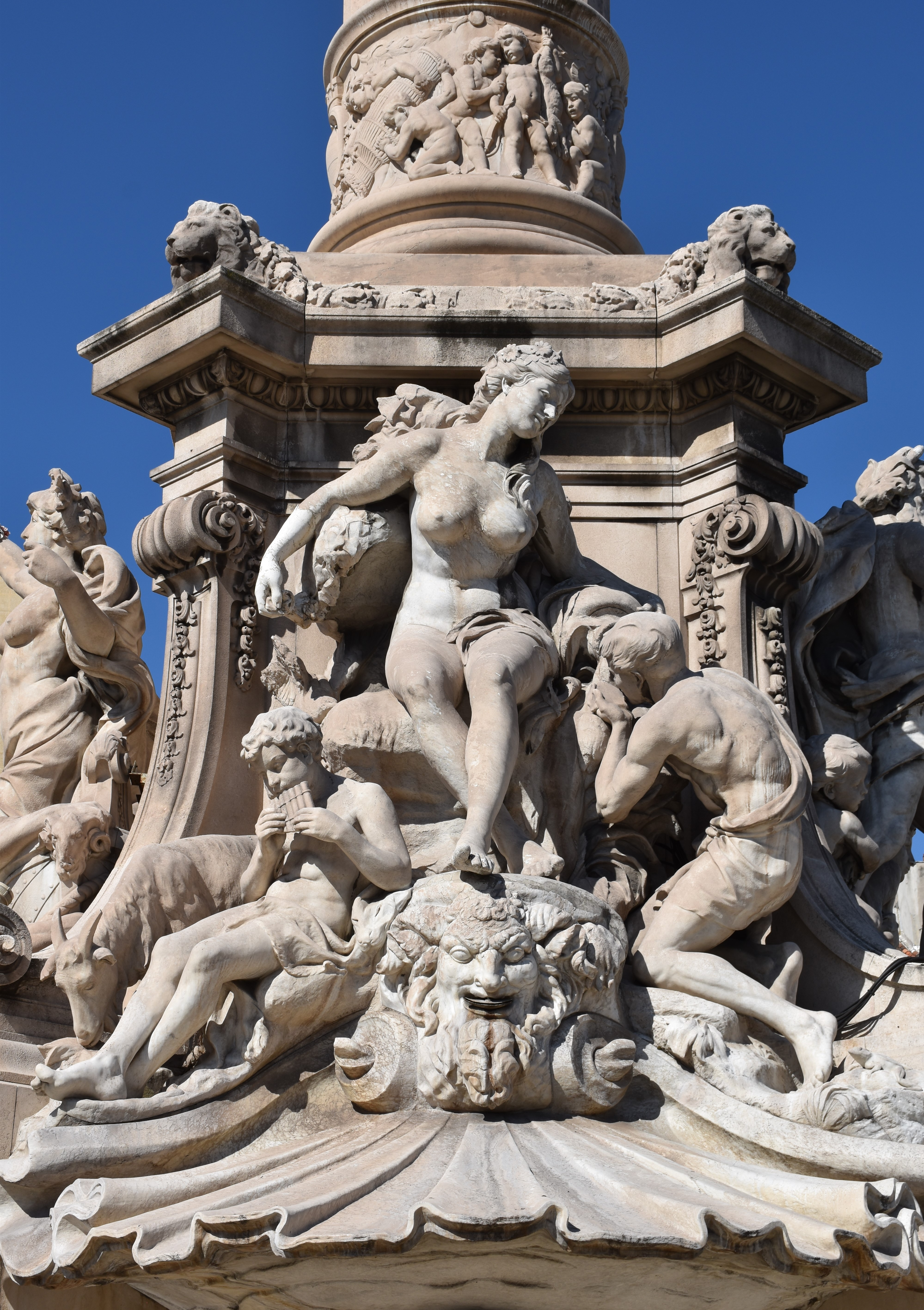
La Source, fontaine Cantini (1911), Marseille, place Castellane.
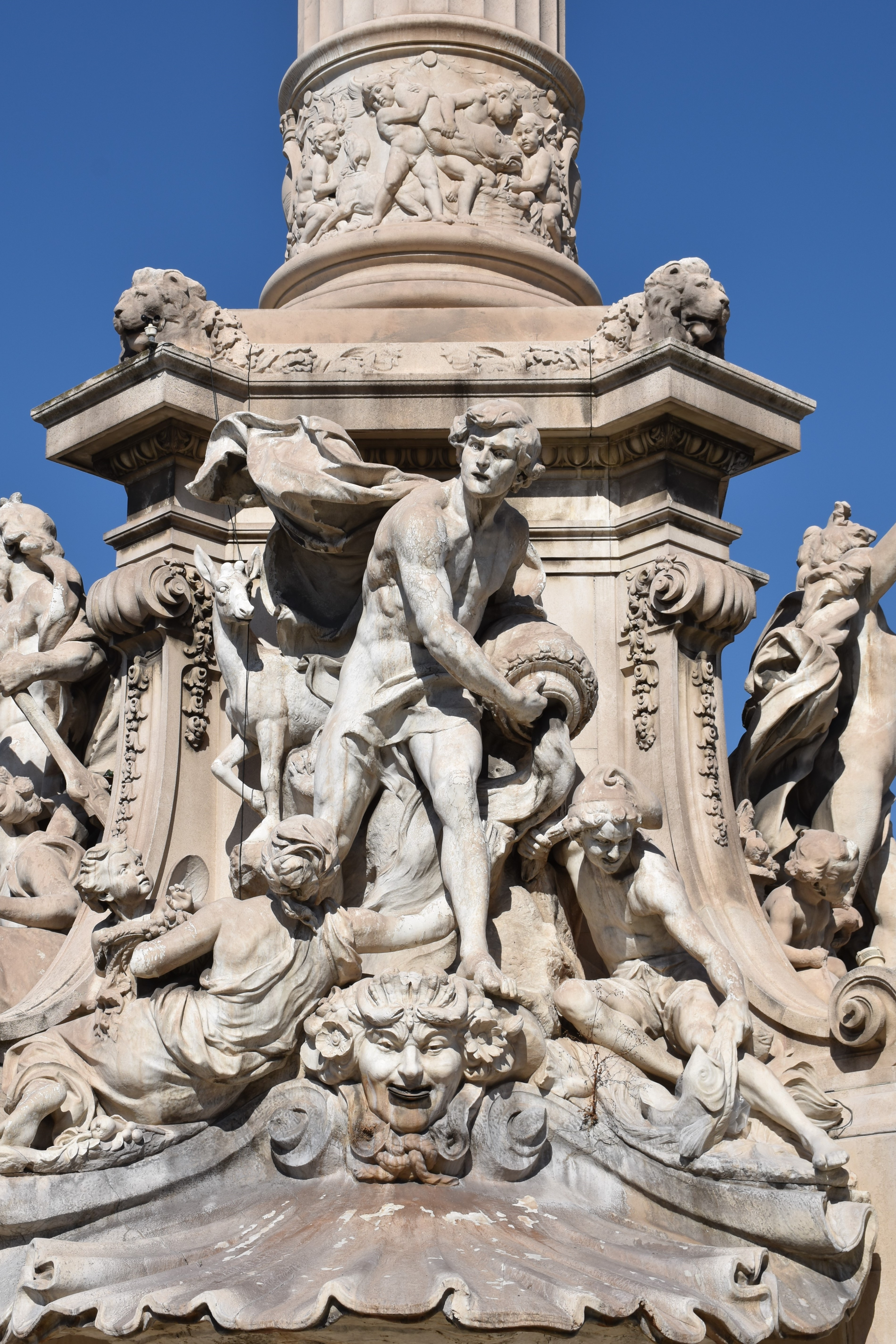
Le Torrent, fontaine Cantini (1911), Marseille, place Castellane.
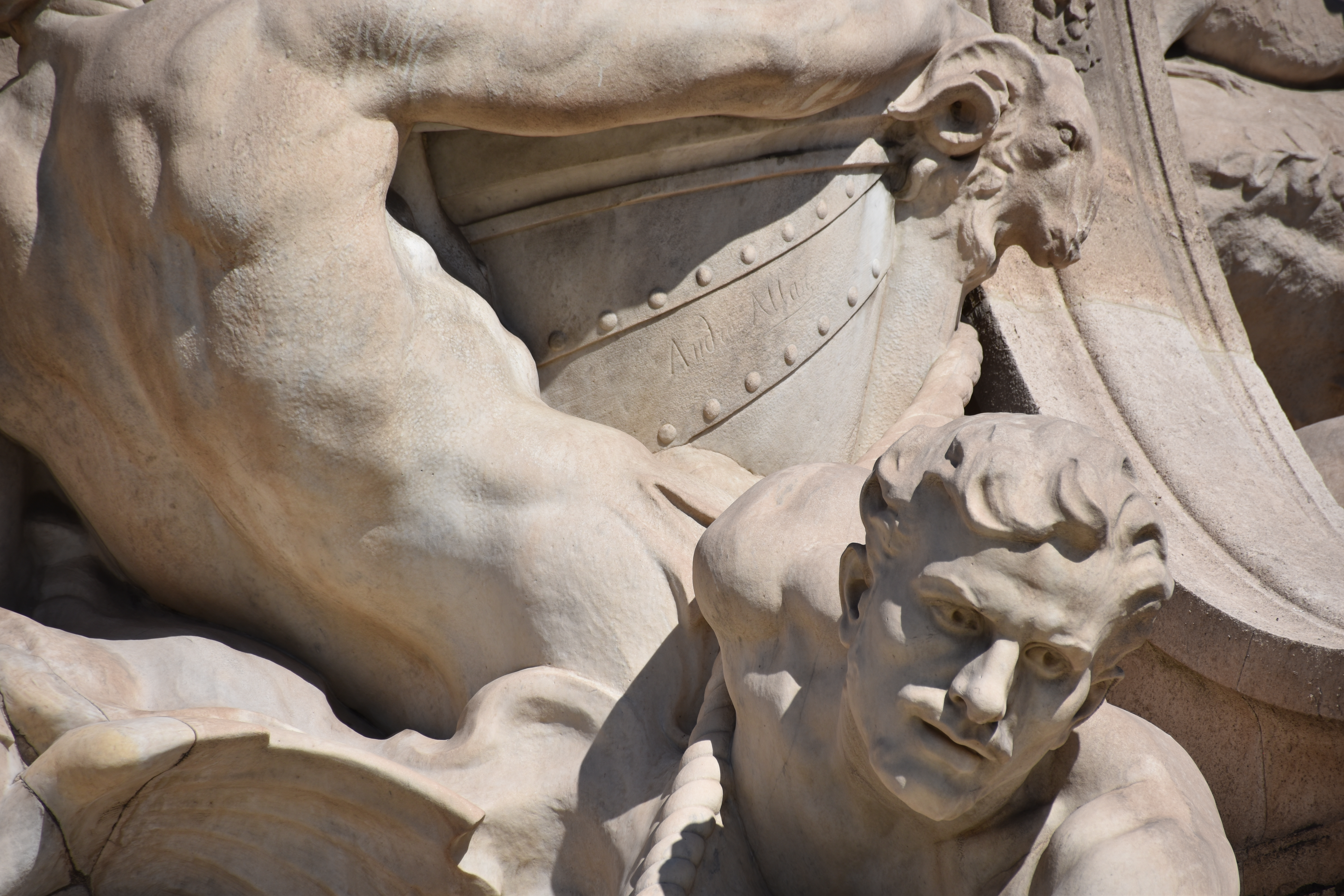
Signature sur La Mer - Amphitrite, fontaine Cantini (1911), Marseille, place Castellane.
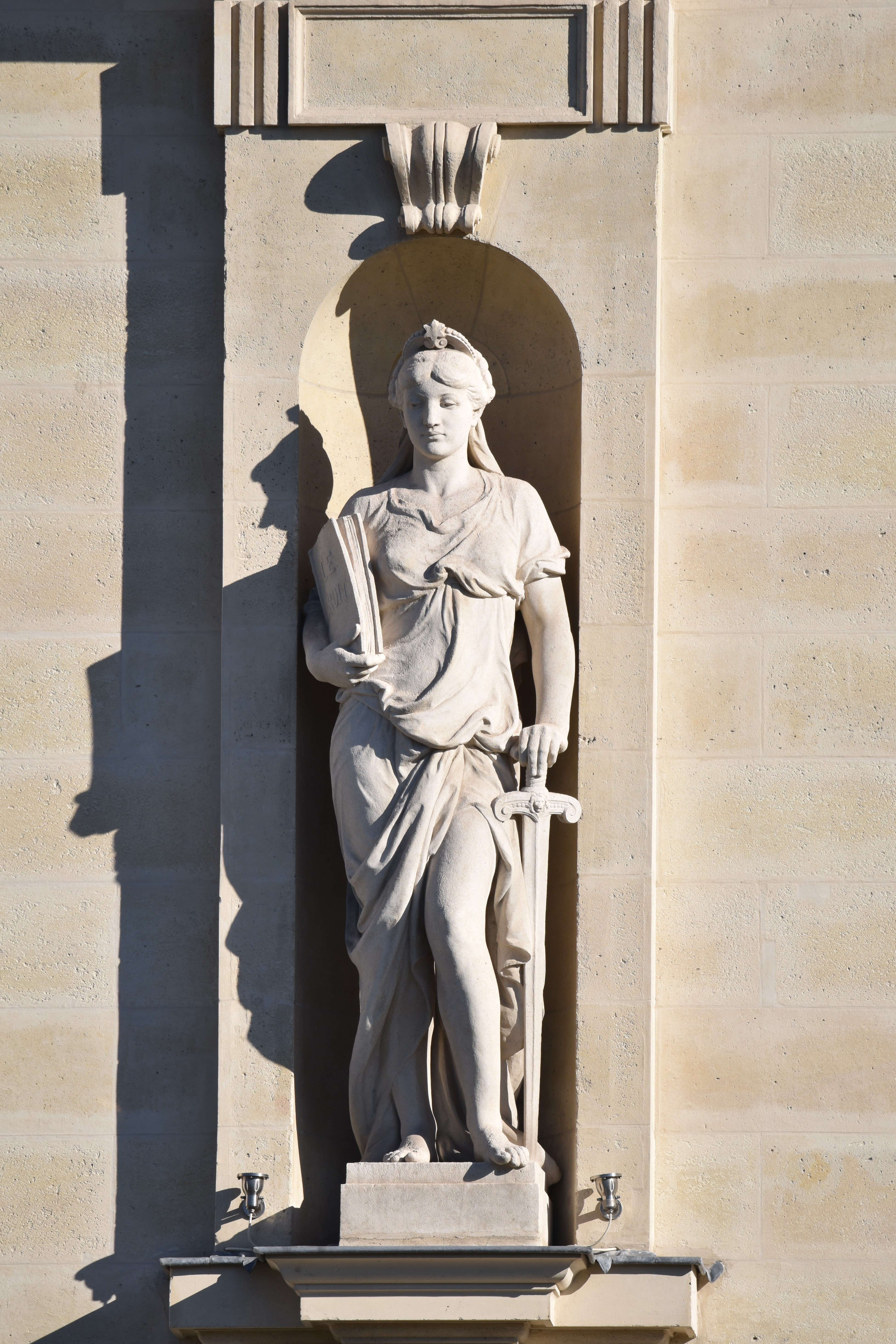
Le Droit (1913-1914), Paris, quai des Orfèvres, Palais de Justice, façade sud.
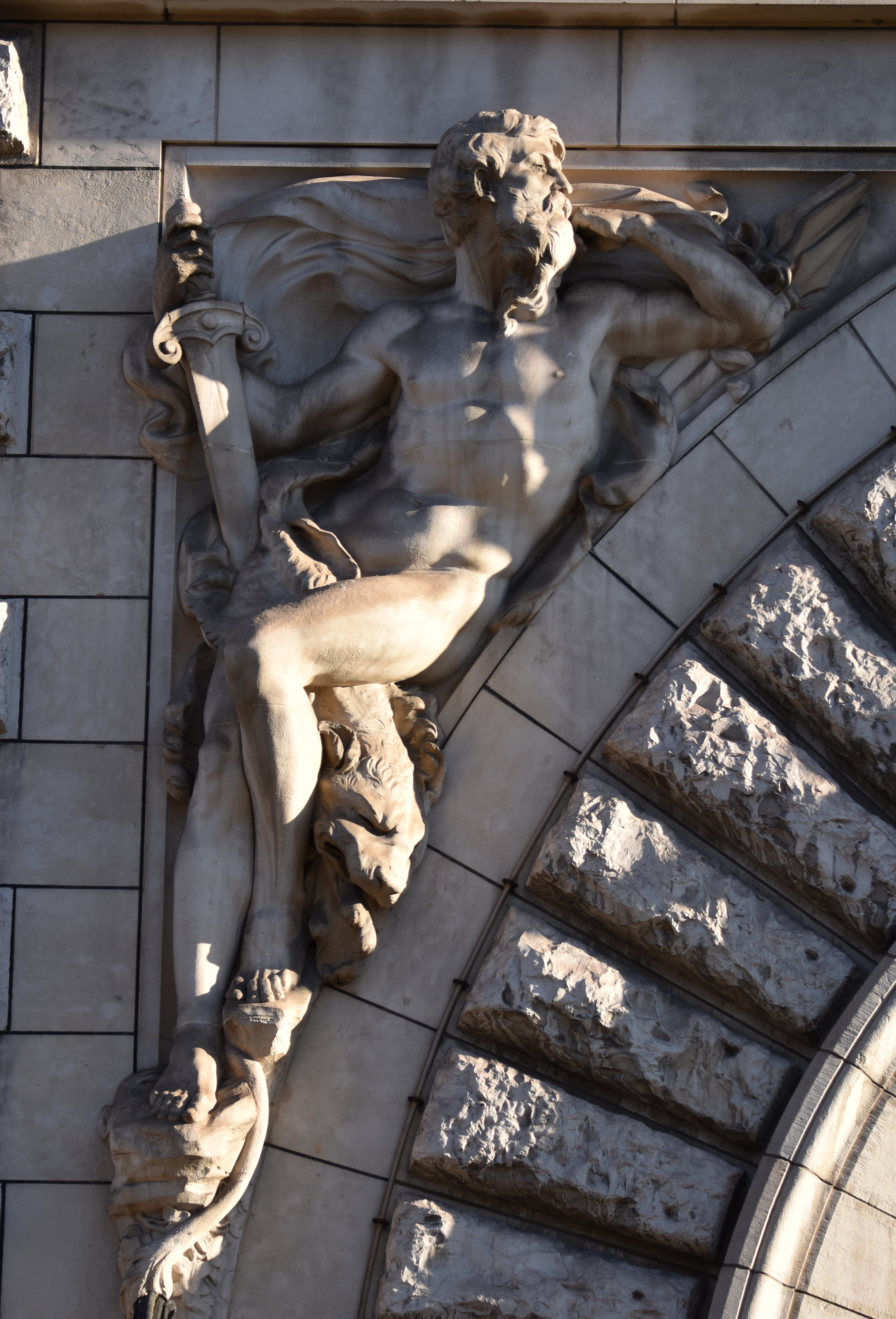
La Force (vers 1893-1895), caserne des Célestins, Paris, boulevard Henri IV.
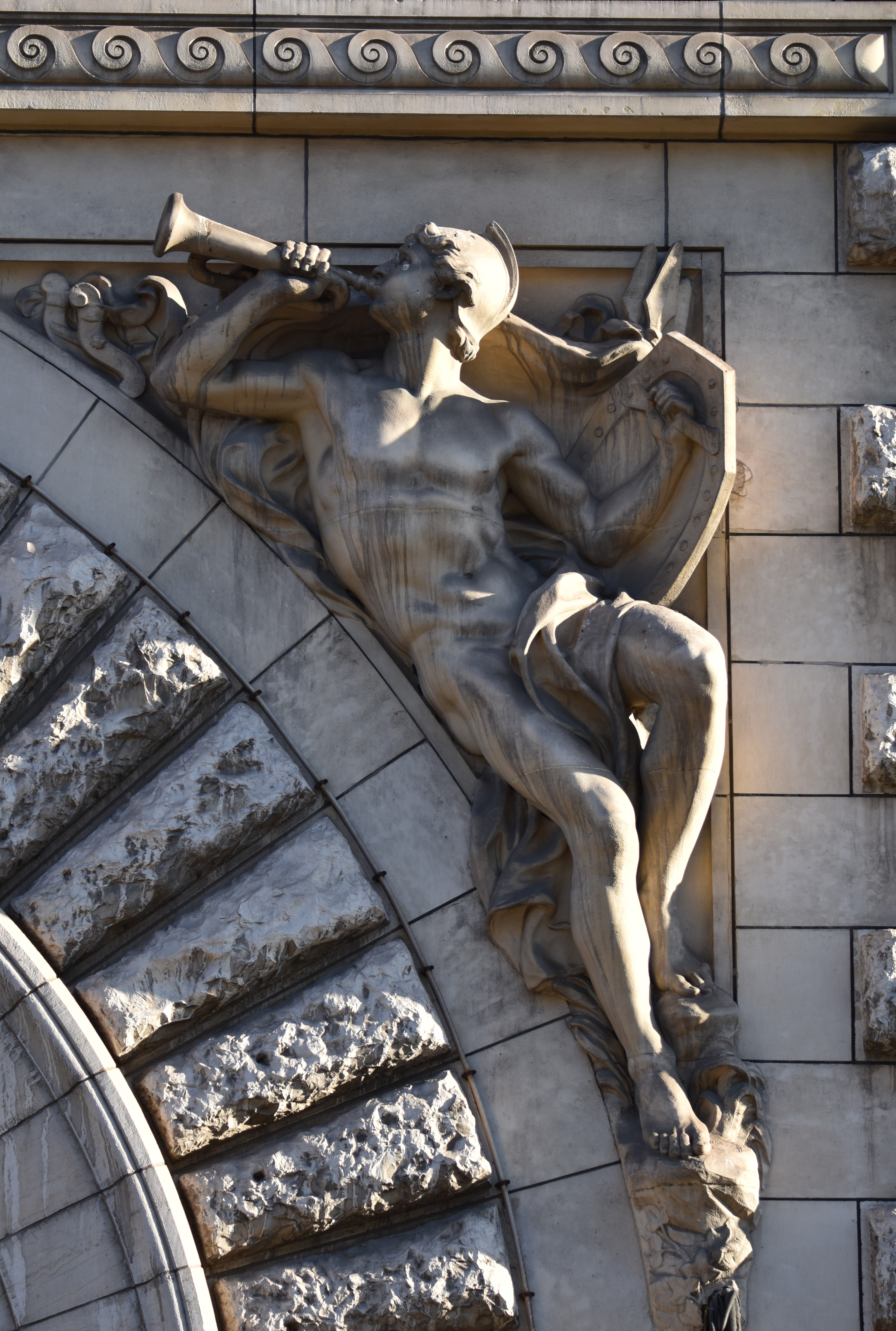
La Renommée (vers 1893-1895), caserne des Célestins, Paris, boulevard Henri IV.
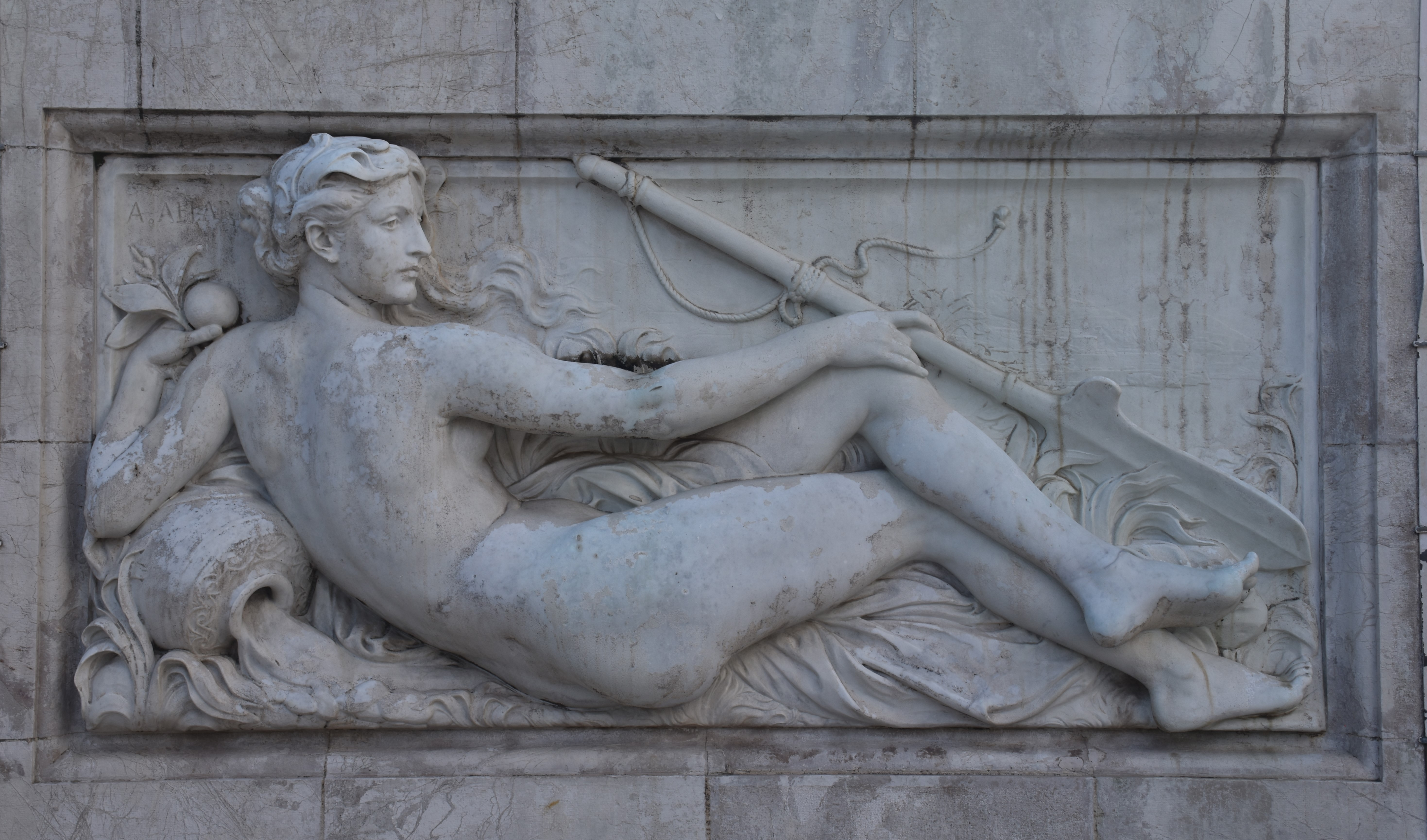
La source du Paillon (1896), Monument du centenaire de la réunion de Nice à la France, Nice, Promenade des Anglais